# Нунез (Джорджія)
Нунез (англ. Nunez) — місто (англ. city) в США, в окрузі Емануель штату Джорджія. Населення — 134 особи (2020).

## Географія
Нунез розташований за координатами 32°29′31″ пн. ш. 82°20′48″ зх. д. / 32.49194° пн. ш. 82.34667° зх. д. (32.491973, -82.346673).  За даними Бюро перепису населення США в 2010 році місто мало площу 3,47 км², з яких 3,42 км² — суходіл та 0,05 км² — водойми.

## Демографія
Згідно з переписом 2010 року, у місті мешкало 147 осіб у 58 домогосподарствах у складі 39 родин. Густота населення становила 42 особи/км².  Було 60 помешкань (17/км²).
Расовий склад населення:
| - 65,3 % — білих - 29,3 % — чорних або афроамериканців - 3,4 % — осіб інших рас |

До двох чи більше рас належало 2,0 %. Частка іспаномовних становила 8,2 % від усіх жителів.
За віковим діапазоном населення розподілялося таким чином: 25,2 % — особи молодші 18 років, 64,6 % — особи у віці 18—64 років, 10,2 % — особи у віці 65 років та старші. Медіана віку мешканця становила 33,8 року. На 100 осіб жіночої статі у місті припадало 86,1 чоловіків;  на 100 жінок у віці від 18 років та старших — 86,4 чоловіків також старших 18 років.
Середній дохід на одне домашнє господарство  становив 46 811 долар США (медіана — 48 750), а середній дохід на одну сім'ю — 69 770 доларів (медіана — 50 833). За межею бідності перебувало 15,0 % осіб, у тому числі 0,0 % дітей у віці до 18 років та 18,8 % осіб у віці 65 років та старших.
Цивільне працевлаштоване населення становило 36 осіб. Основні галузі зайнятості: виробництво — 27,8 %, освіта, охорона здоров'я та соціальна допомога — 25,0 %, публічна адміністрація — 19,4 %.